# Садово-паркове мистецтво

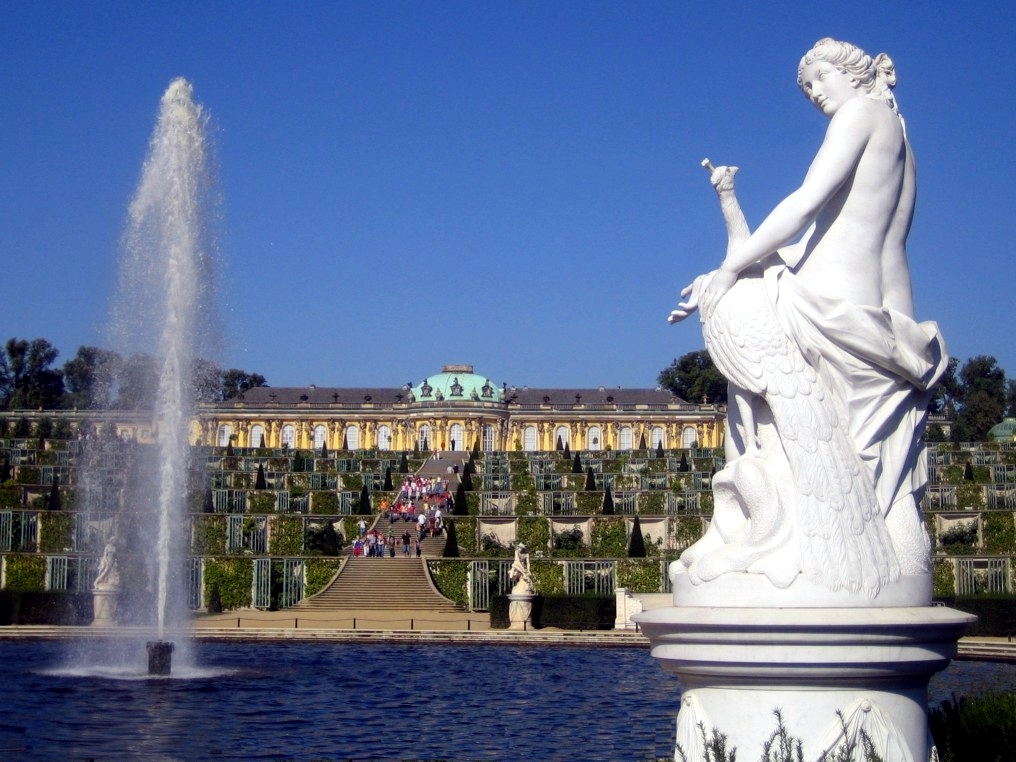
Терасний парк Сан-Сусі

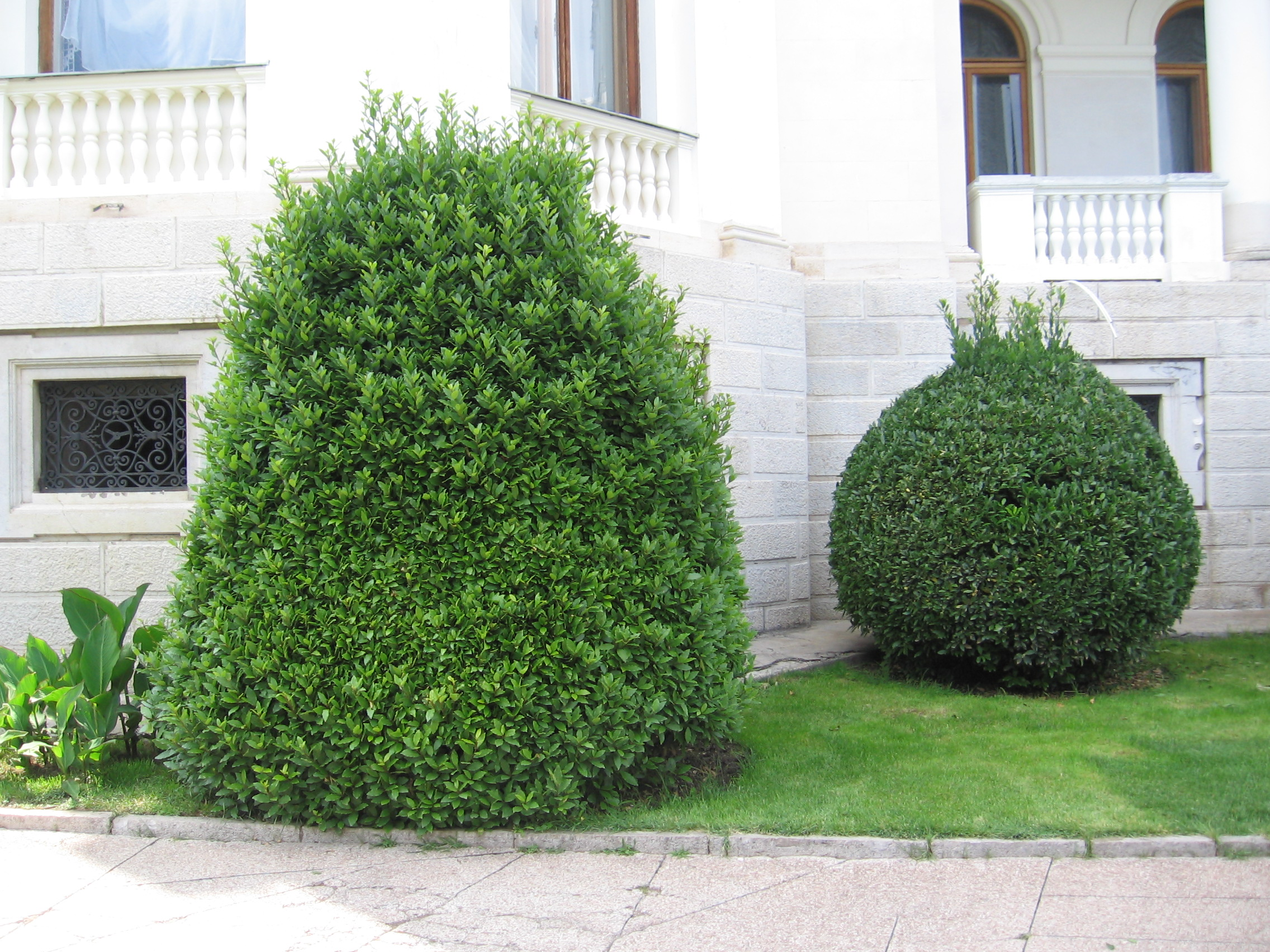
Ялта. Крим.

Садо́во-па́ркове мисте́цтво (або садо́во-па́ркова архітекту́ра) — мистецтво створення декоративних садів, парків, ділянок зелених насаджень, призначених для естетичного поліпшення краєвиду і для відпочинку населення.
Використовуються рослинність, рельєф та інші природні елементи як основні компоненти при створенні певних художніх образів, які змінюються внаслідок сезонної зміни вигляду живих будівельних матеріалів, котрими є декоративні і плодові рослини.
На відміну від садово-паркового мистецтва сфера ландшафтного мистецтва значно ширша, вона полягає в організації багатьох компонентів просторового середовища життєдіяльності людини.

## Типи садів

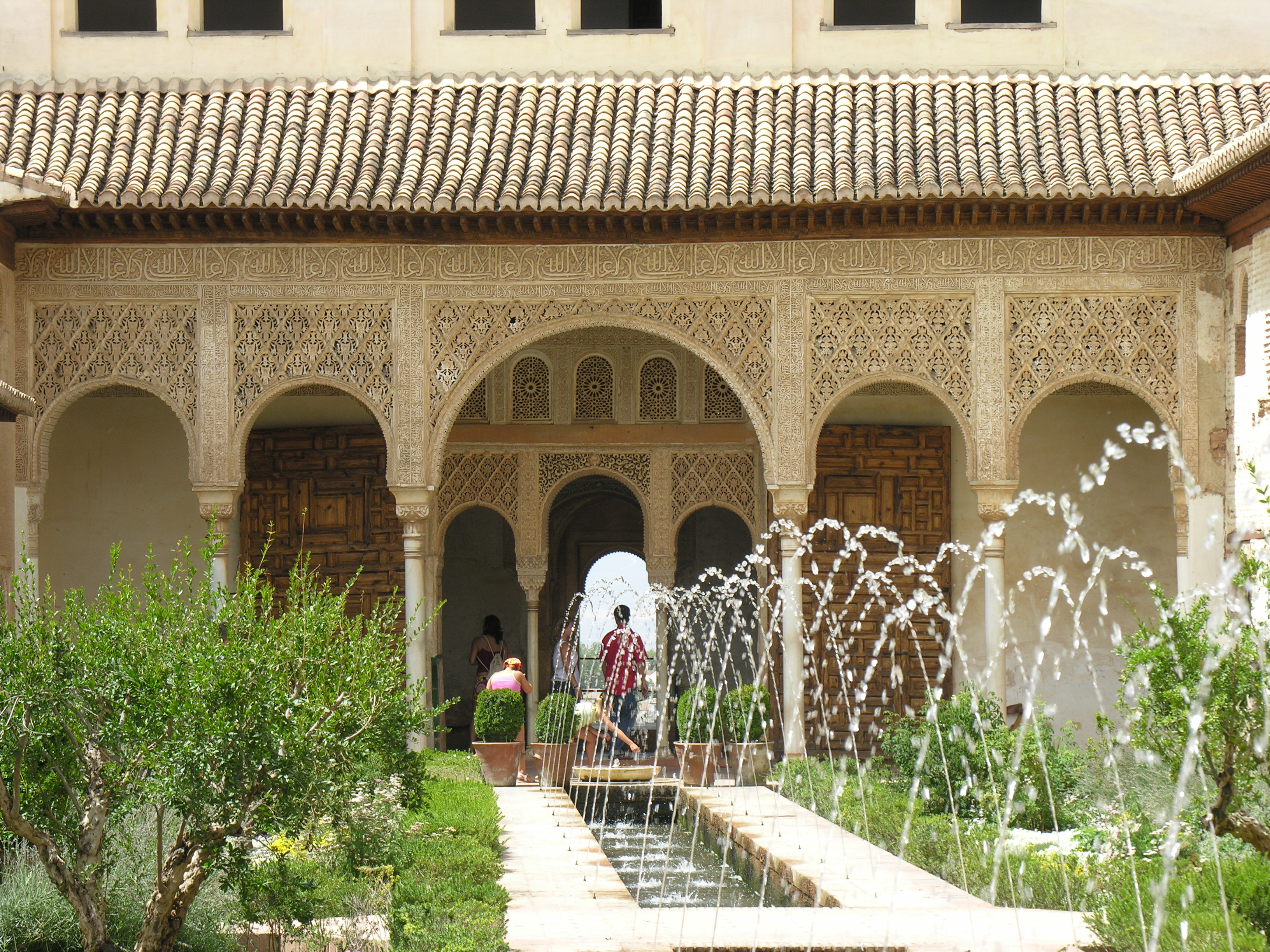
Маврський фонтан у дворику Хенераліфе

### Ісламські сади
Садовий дизайн та ісламська садова традиція почалися зі створення Парадісу в Давній Персії (Передня Азія). Розвиток тривав протягом сторіч та у різних культурах ісламських династій поширився на Центрально-Південну Азію, Близький Схід, Північну Африку та Іберійський півострів.

#### Приклади
Окремі стилі та приклади включають:
- Перські сади

- Ерам (сад)
- Сади Фін

- Могольські сади

- Нішат Бак
- Сади Шалімара
- Сади Ядавіндра (Піньйоре)

- Чахар-Бак

- сади Тадж Махалу
- сади гробниці Хумаюна

- Бак (сад)

- Сади Бабура
- Сади Шалімара (Шрінагар)

- Аль-Андалус—Мавританська архітектура та сади

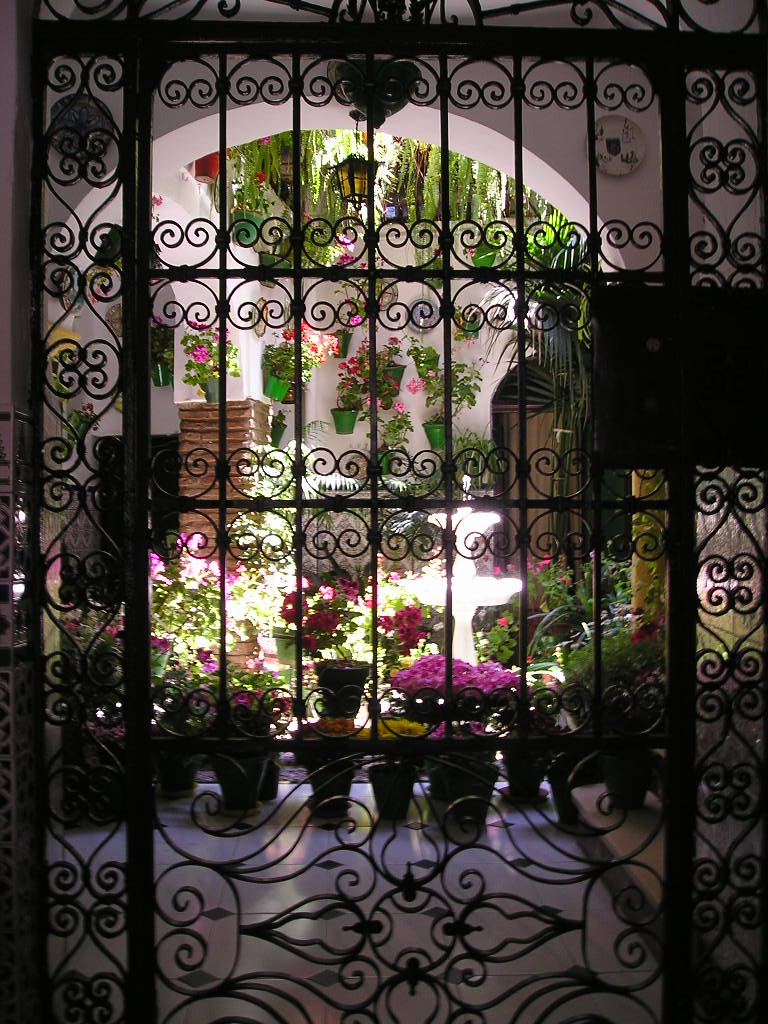
Андалусійське патіо в Кордові, Іспанія

- Севільський Алькасар
- Альгамбра
- Хенераліфе

### Середземноморські сади
Окремі стилі та приклади включають:
- Давньогрецькі та елліністичні сади
- Давньоримські сади

- сади перестилю — розвинулись у сади клуатру.
- Будинок Веттії — Помпеї.
- Сади Саллюстія

- Візантійський сад
- Іспанський сад

- Андалусійське патіо

### Сади Відродження та формальні сади

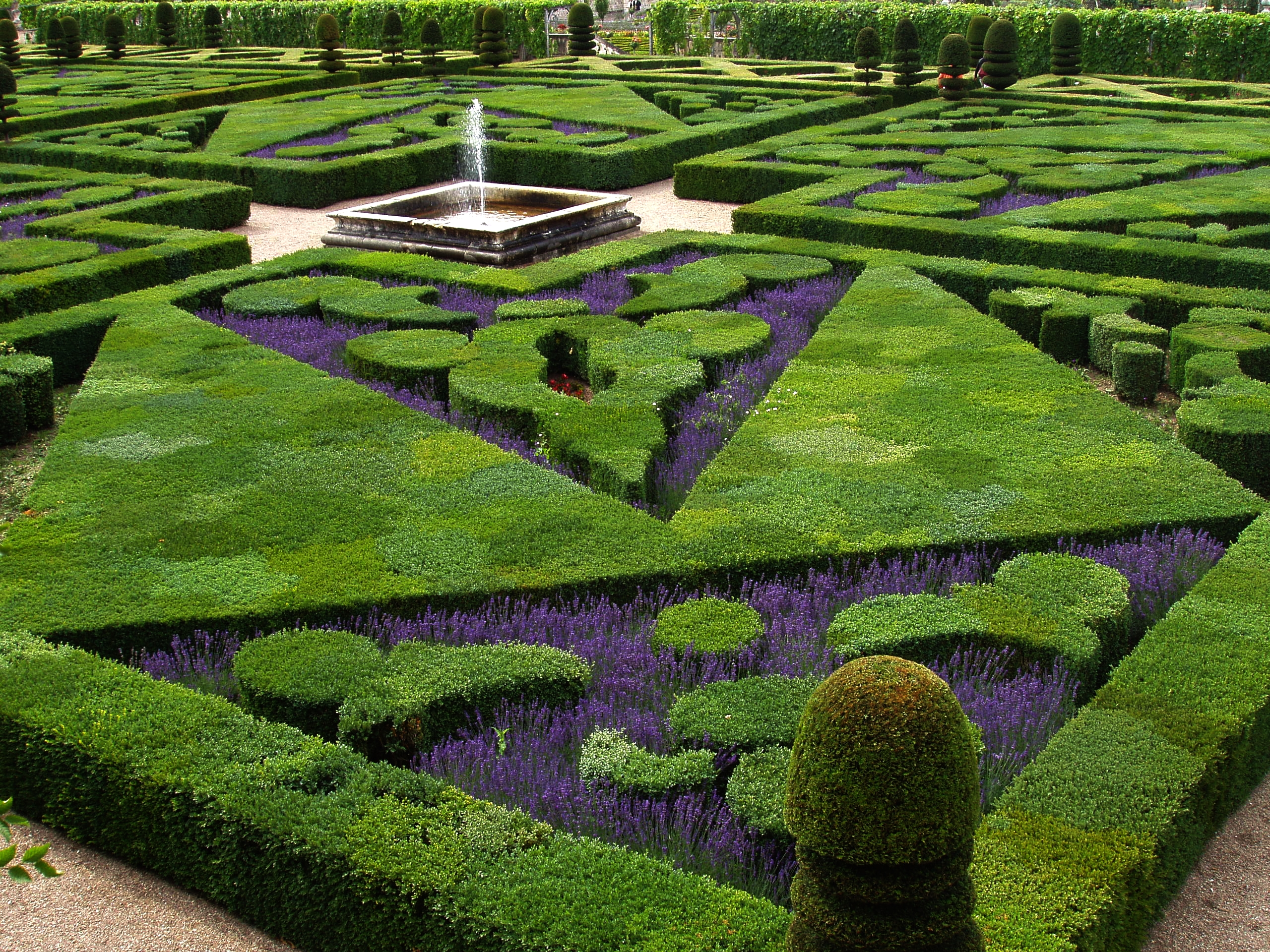
Французький формальний (регулярний) сад та партер у шато Вілландрі (долина Луари)

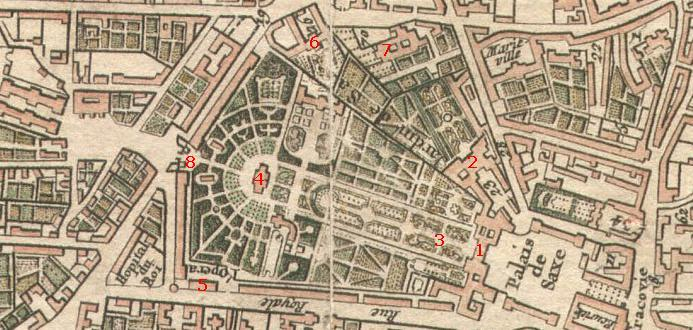
План Саксонського саду у Варшаві

Формальний сад у перській та європейській традиції має прямолінійний та осьовий дизайн, а так само формальні сади китайської та японської традицій є асиметричними (без осьової симетрії) по суті. Прикладом є японський сад каменів з каміння, моху та гравію, «причесаного» граблями. Західна модель — це регулярний сад, розбитий на чіткі геометричні і часто симетричні форми, галявини та живопліти якого акуратно та регулярно стрижуться. Дерева, кущі, напівчагарники та інші листяні рослини вдумливо розташовані, їм надано форму, яка постійно підтримується.
Французький формальний (регулярний) сад — це особливий вид формального саду, створений за канонами Андре Ленотра; він має фокус на фасад будинку, з алеями та гравійними доріжками, які розходяться з фокусу, галявинами, партерами та прудами (bassins), які закуті у кам'яну геометричну форму, з фонтанами та скульптурами.
Стиль французького формального саду має коріння в італійських садах Відродження 15-16-го сторіччя, прикладами яких є вілла д'Есте, сади Боболі та вілла Ланте в Італії. Стиль був принесений до Франції, де перетворився у французький сад доби Відродження, найбільш раннім прикладом яких були сади в Ане. Версальські сади є вершиною французького формального саду, розроблені Андре Ленотром та складаються з ряду садів різних стилів.
Сади англійського Відродження прямолінійної регулярної форми були рисою заміських маєтків англійської аристократії. Партер вперше з'явився в Англії у Вілтон Хаус у 1630-ті роки. На початку 18-го ст. на англійську та німецьку мову була перекладена праця Дезал'є д'Аргенвілль «La théorie et la pratique du jardinage» («Теорія та практика садівництва»), яка стала головним посібником по створенню регулярних садів у континентальній Європі.
Традиційний формальний іспанський сад сформувався під впливом перського саду та садів Відродження. Всесвітньо відомі Альгамбра та Хенераліфе в Гранаді, створені в маврську епоху Аль-Андалус, вливали на іспанські сади протягом сторіч. Гарним прикладом іспанського саду є створений на початку 20-го ст. парк Марії-Луїзи (Parque de Maria Luisa).
Регулярні сади на італійський та французький манер повернулися на початку 20-го сторіччя, коли створювалися як нові сади (напр. сад у Центральному парку Нью-Йорка), так і відновлювались старі (напр. відновлення партеру у Бленгеймського палацу.
Найпростішим регулярним садом є клумба, оточена живоплітом з самшиту, якому надана кубічна форма, простої геометричної форми, напр. вузловий сад. Більш складні регулярні сади також містять статуї та фонтани.

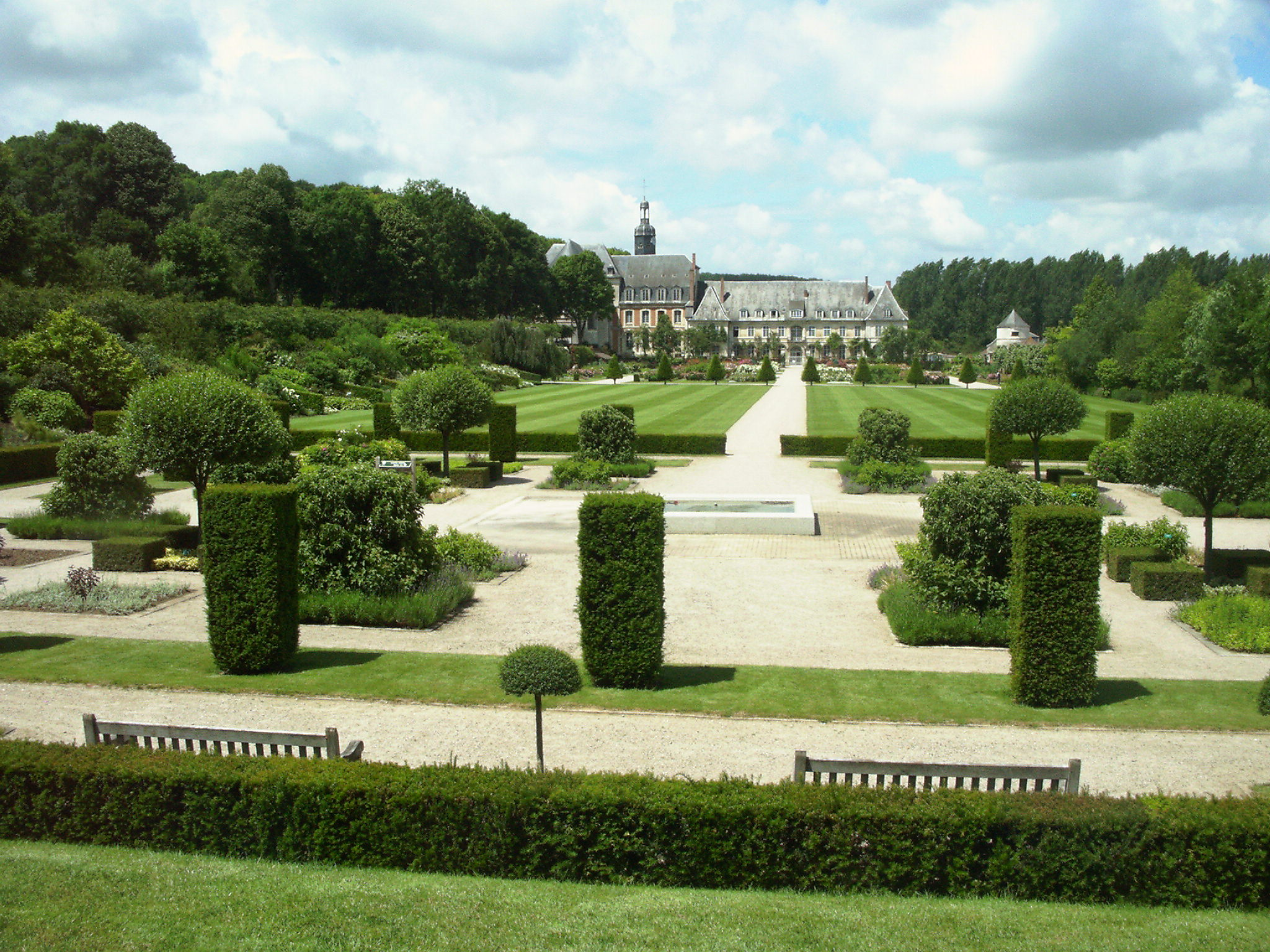
Формальний сад в абатстві Валлуар, Пікардія, 1987 р.

Елементами формального саду можуть бути:
- тераси
- топіари
- статуї
- живопліт
- боскет
- партер
- літній театр
- пергола
- павільйон

### Англійські натуралістичні та пейзажні сади
Стиль англійського пейзажного саду практично знехтував традиціями більш ранніх англійських та європейських садів Відродження та бароко. Головними прихильниками цього стилю були ландшафтні архітектори того часу Вільям Кент та Ланселот Браун. Натуралістичний стиль англійського саду (фр. Jardin anglais, італ. Giardino all'inglese, нім. Englischer Landschaftsgarten) починаючи з 1730-х років сильно змінив дизайн приватних та громадських садів у Європі. Розвиток стилю у Європі продовжив французький пейзажний сад, в якому відчувався додатковий вплив китайських садів.

### Сільський пейзажний сад
Сільський (кантрі) сад має неформальний дизайн і використовує традиційні матеріали, щільну посадку та суміш декоративних та їстівних рослин. Сільські сади існували багато сторіч, однак їх популярність зросла з появою англійського сільського саду у 1870-ті в Англії на противагу більш регулярним вікторіанським англійським маєтковим садам, які мали стриманий дизайн з клумбами підрощених у теплиці однорічників яскравих кольорів. Сільський сад має більш просте планування та спирається на витонченість та шарм, а не на велич та регулярну структуру. Одним з напрямків було підкреслення природного циклу життя рослин та природних ліній, створених самостійним розповззанням та самопосівом рослин.
Перші сільські сади в Англії були значно більш практичними, ніж їх сучасні версії — більше овочів та пряних трав, фруктові дерева, вулики та навіть свійські тварини при достатньому розмірі ділянки, а квіти використовувались для заповнення простору. Але з часом квіти стали переважати.
Сучасні сільські сади мають безліч регіональних стилів (англійський, французький, український тощо — в залежності від використовуваних рослин та антуражу) та персональні особливості, ніж колишні традиційні англійські сільські сади.

### Декоративний город

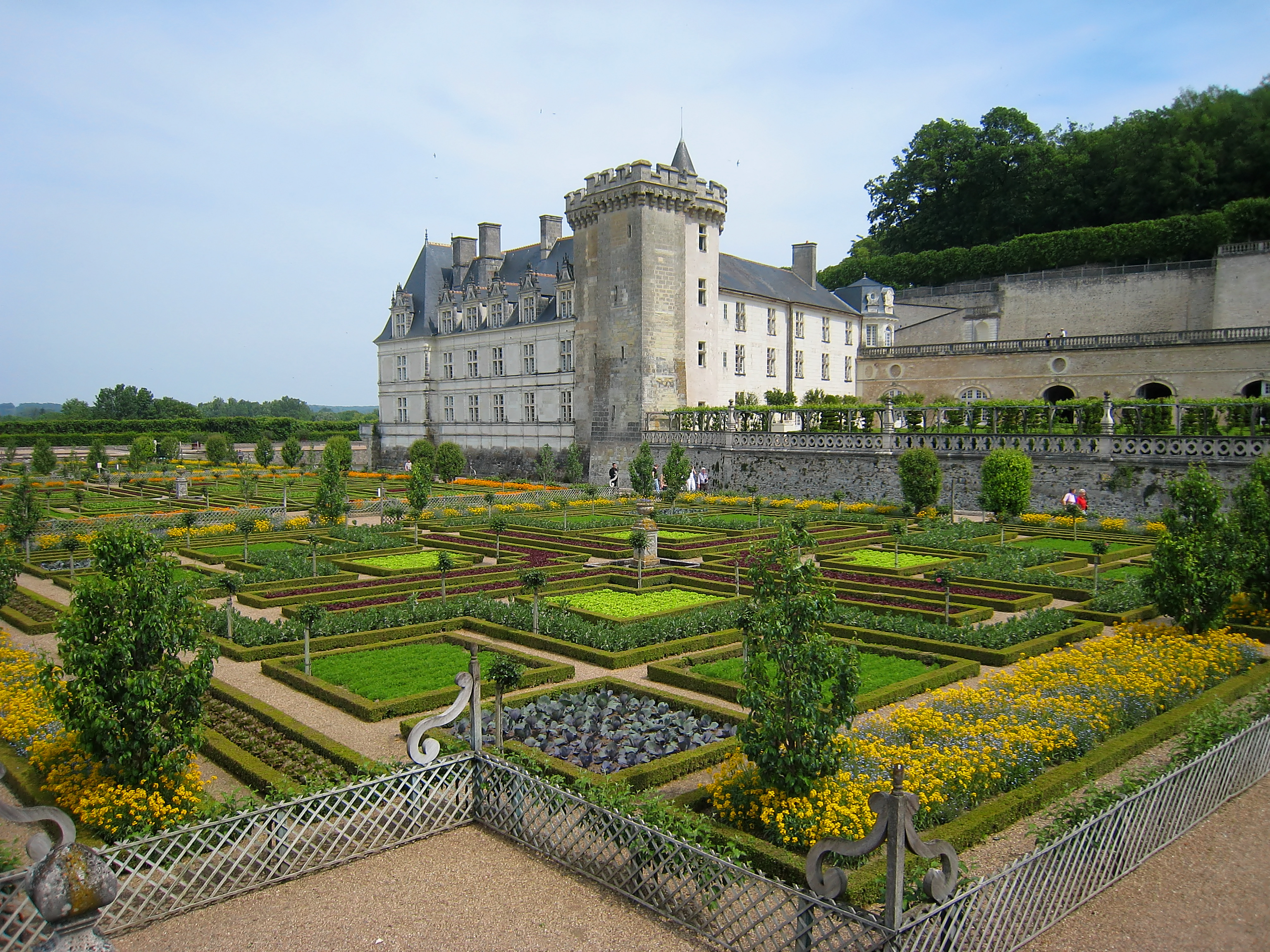
Регулярний декоративний город у Вілландрі, Франція

Традиційний декоративний город — це сезонно використовувана частина саду, відокремлена від інших частин з декоративними рослинами та галявинами. Більшість приватних городів є мініатюрними версіями історичних фермерських полів з квадратними чи прямокутними грядками, але декоративний город відрізняється від них і історією, і дизайном.
Декоративний город може бути центральною рисою ландшафту всесезонного саду, а може бути і маленькою ділянкою біля кухні. На ньому вирощують пряні трави, овочі, фрукти, квіти (часто їстівні), але ці посадки структуровані за дизайном на основі повторення геометричних фігур.
Всесезонний декоративний город для підтримання декоративності у несезон разом з однорічними посадками може мати постійні посадки багаторічників чи дерев/кущів.

### Шекспірівський сад
Шекспірівський сад — це тематичний сад, в якому вирощують рослини, що згадуються у роботах Вільяма Шекспіра, але також можуть бути присутні рослини, що були типові для епохи Єлизавети, але у Шекспіра не згадані. Шекспірівський сад звичайно містить декілька десятків рослин, що або висаджені трав'янистим різнобарв'ям або у геометричних формах, розділених самшитом. Таблички біля рослин як правило містять відповідні цитати з творів Шекспіра. У саді присутні доріжки, лавки та бюст Шекспіра.
Шекспірівський сад може слугувати компаньйоном до будівель, що імітують архітектуру епохи Єлизавети. В англомовних країнах, особливо США, такі сади часто є публічними, частиною парків, університетів та шекспірівських фестивалів. Вони мають культурне, освітнє значення та через свою романтичність часто використовуються як місце проведення весіль.

### Сад каменів

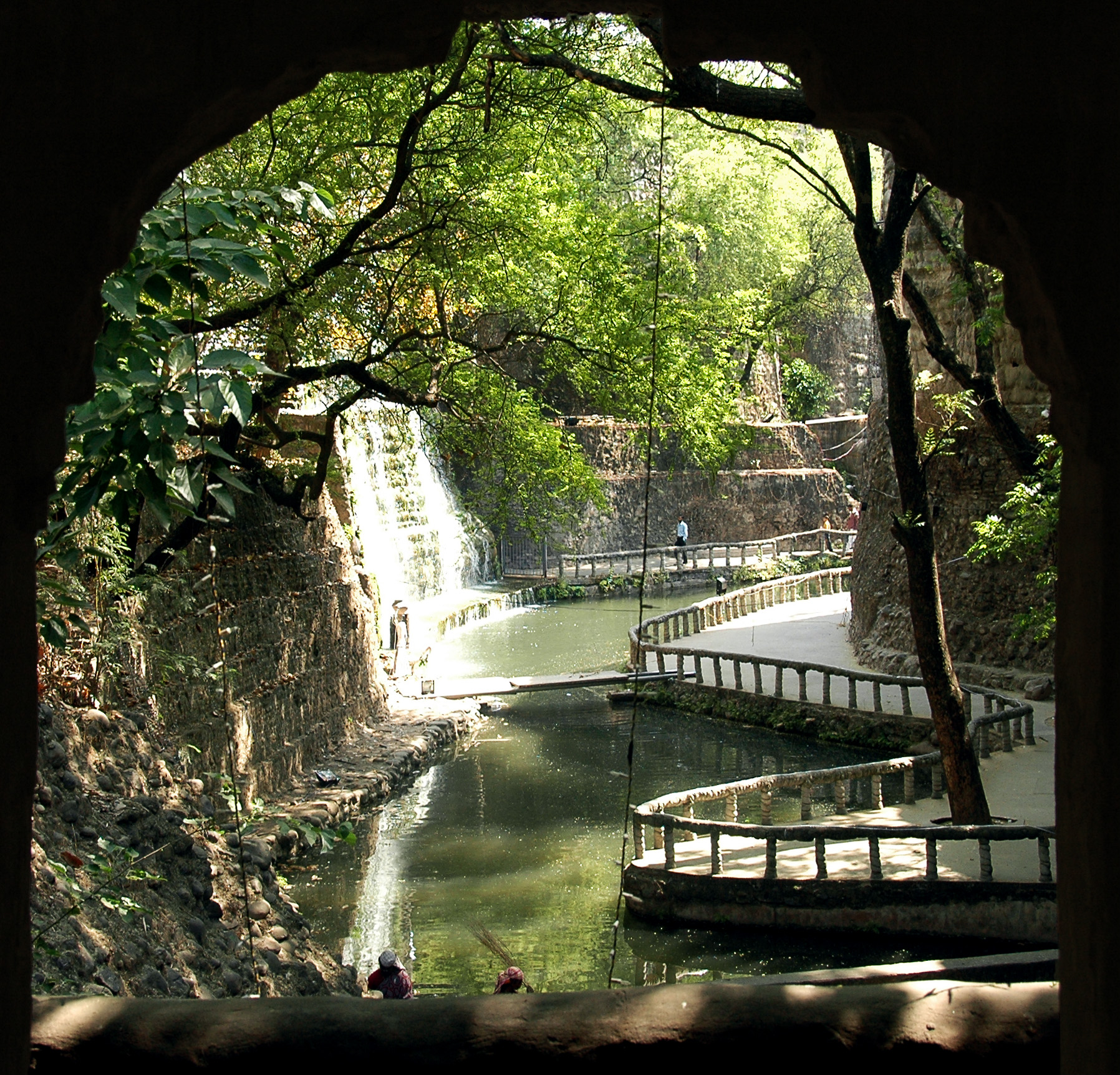
Сад каменів в місті Чандігарх, Індія

Сад каменів (також окремий вид — альпінарій — це тип саду, в якому широко використовуються валуни та каміння, а також рослини, характерні для скелястого чи альпійського середовища. Окремих вид маленького альпінарію у побуті називається альпійська гірка.
Рослини саду каміння часто маленькі за розміром, як через те, що більшість використовуваних рослин природно невеликі, так і спеціально стрижуться, щоб не заважати виду на каміння. Їх вирощую як контейнерах, так і в землі, але переважно це рослини, які полюбляють добре дреновану землю та мало води. У деяких садах використовується бонсай.
Окремі сади каменів спеціально формують схожими на природний виступ скелястих порід, де рослини використовують для приховування стиків між камінням. Таким тим саду каменів був популярний в Англії у вікторіанську епоху, а сьогодні використовується у сучасних садах на території університетів чи при комерційних будівлях.
Японський сад каменів, який на Заході часто називають «садом дзен», — це особливий вид саду каменів, де кількість рослин є мінімальною, а основна увага на форму і розташування каменів та гравію/піску.
Незважаючи на походження з більш посушливих територій, сади каменів набули популярності у вологих тропічних країнах, напр. Таїланді. Поєднання високої вологості та дерев з щільною кроною, разом з використанням пластикових розділювачів для зупинення небажаного росту рослин, зробила цей вид саду дуже популярним біля приватних та комерційних будівель через легкий догляд та гарний дренаж.
Скульптурний сад в Чандігарху, Індія, відомий як Сад каменів, повністю складається з елементів, створених з промислового та побутового сміття та викинутих речей. Він має площу 16 га.

### Східноазійські сади

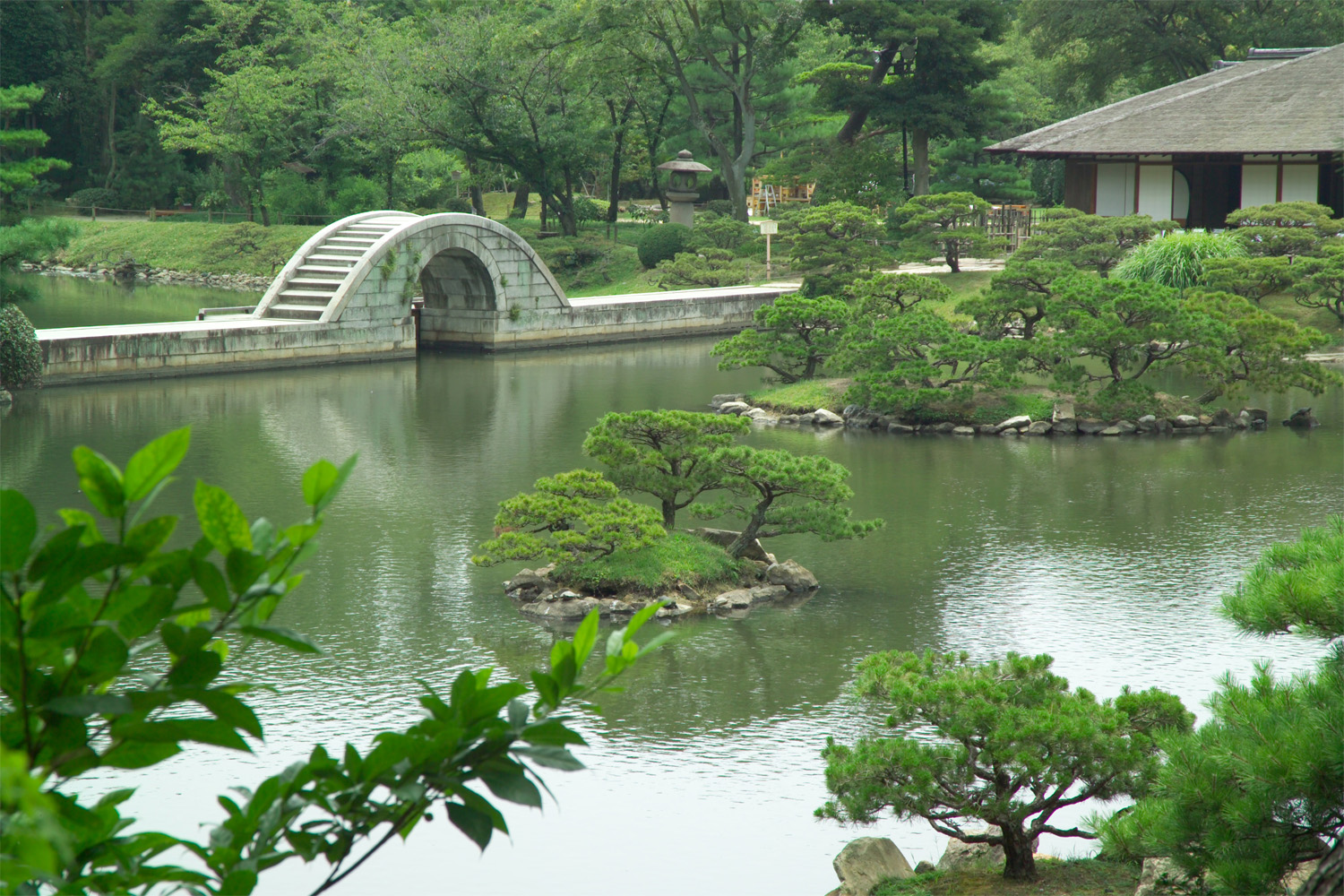
Сад Сюккейен в Хіросімі

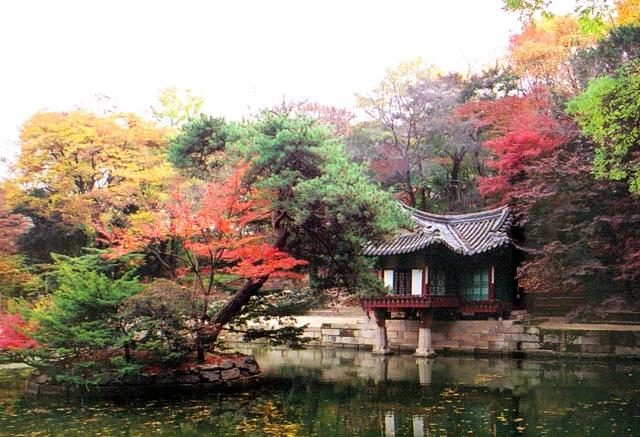
Сад палацу Чхандоккун в Сеулі

Японські та корейські сади, на формування яких спочатку вплинув китайський сад, можна побачити біля буддистських храмів та історичних пам'яток, приватних будинків, серед житлових кварталів та у міських парках.
В Японії та на Заході найбільш відомі японські сади у стилі karesansui (сад каменів), наприклад сад в монастирі Рьоан. Однак існує багато стилів японських садів, з рослинами та часто з застосуванням принципу простоти wabi sabi. В японській культурі, створення садів є видом мистецтва, пов'язаним з мистецтвом каліграфії and тушевими картинами.

### Сучасний сад

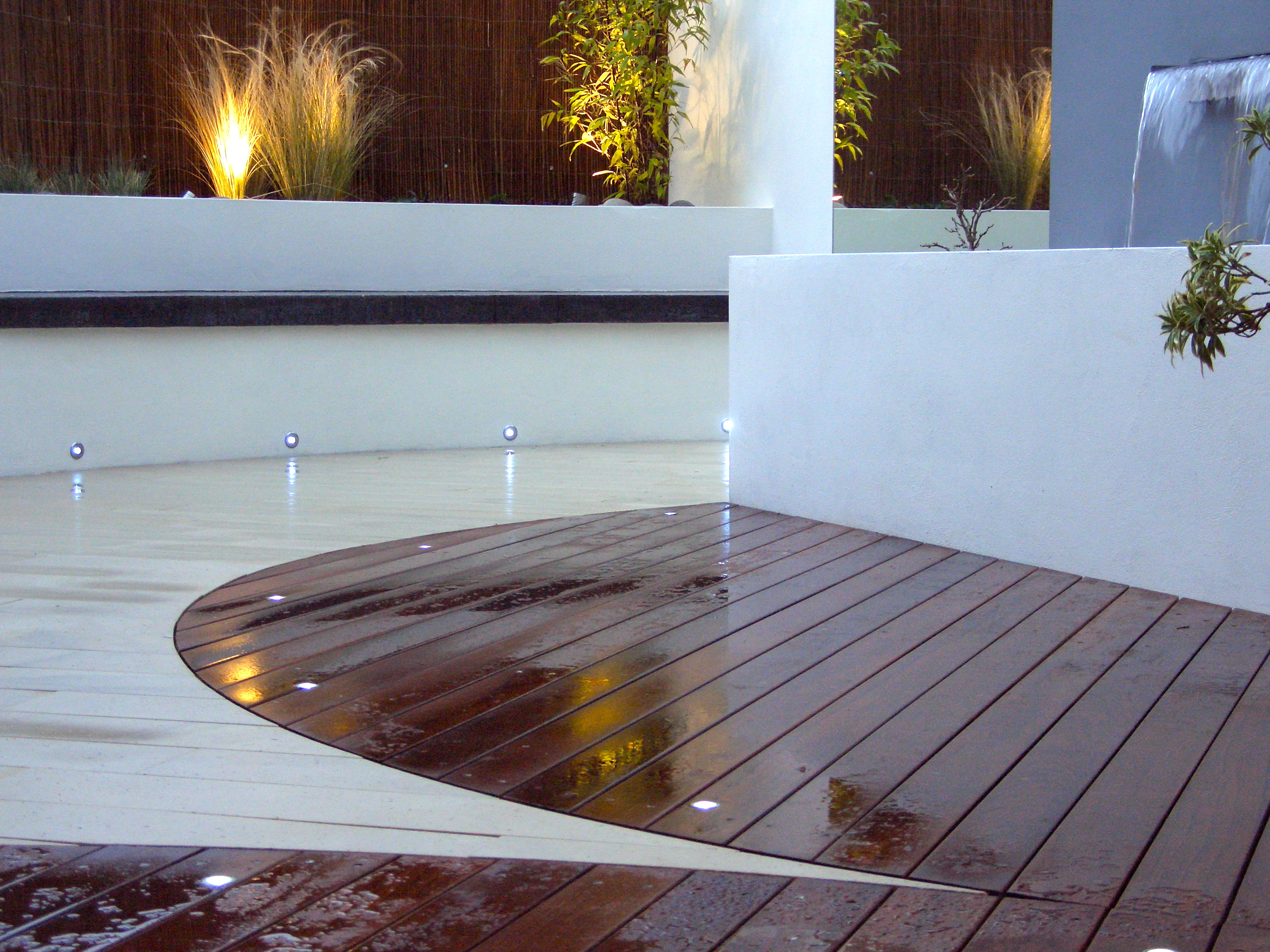
Сучасний сад

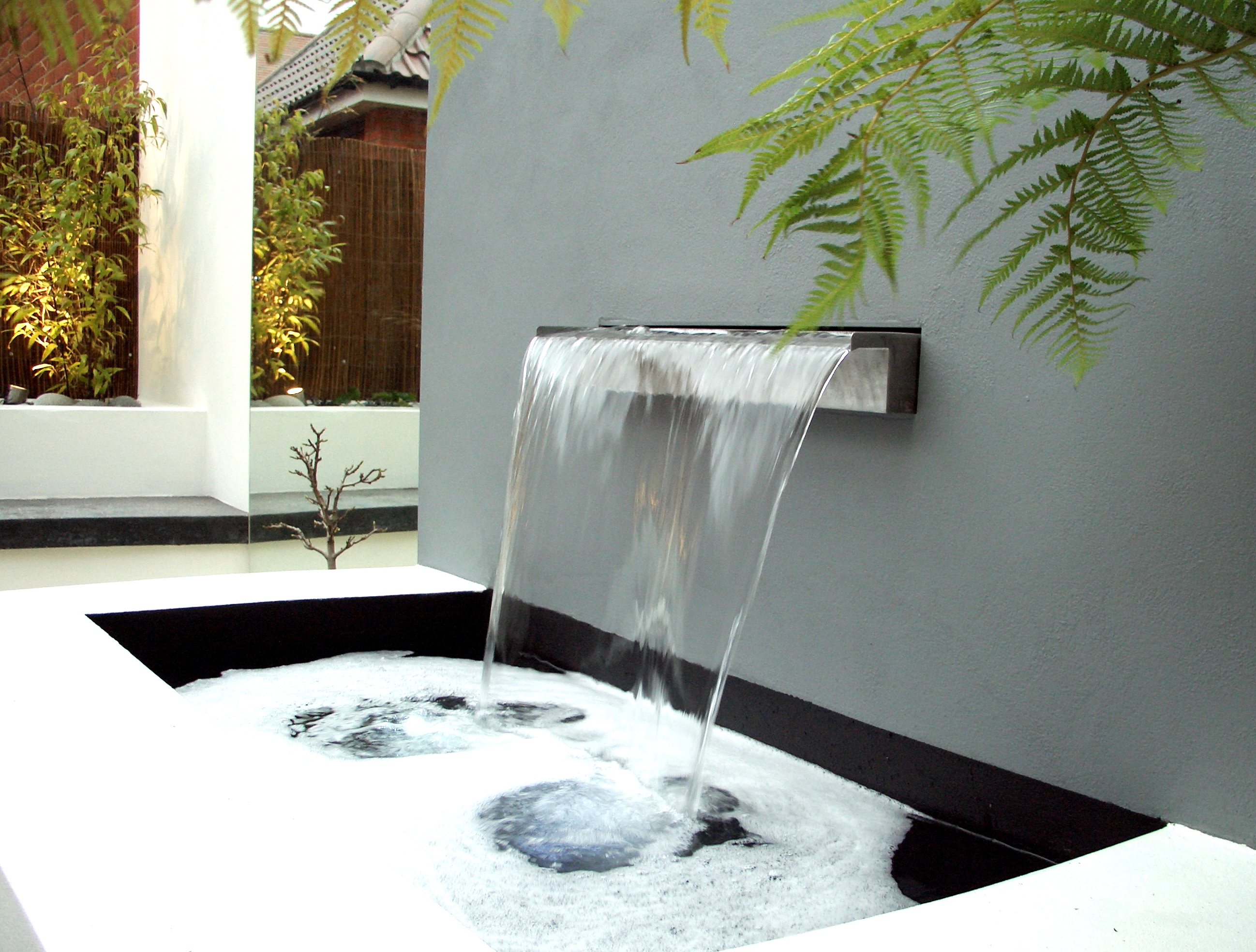
Використання води у сучасному саді

Сучасний стиль саду набув поширення в Західній Європі в останнє десятиріччя, частково через зростання кількості сучасних міських будинків з маленькими ділянками, частково через культурний зсув до сучасного дизайну. Цей стиль вирізняється використанням «чистих» ліній дизайну, фокусом на тверді матеріали — камінь, тверді породи дерев, оброблені стіни. Стиль посадок сміливий але простий, з використанням повторів однієї-двох рослин у всьому дизайні. Популярним є використання трав. Вечірнє освітлення також відіграє важливу роль — підкреслення окремих елементів саду здійснюється з використанням малопотужних світлоелементів, часто вмурованих у стіни та доріжки.